# Kościół Świętych Archaniołów w Bielcach
Kościół Świętych Archaniołów w Bielcach (rum. Biserica Sfinților Arhangheli în Bălți) – rzymskokatolicki kościół parafialny parafii Świętych Archaniołów w Bielcach znajdujący się w mieście Bielce, w Mołdawii. Należy do diecezji kiszyniowskiej.

## Historia
Budowa kościoła rozpoczęła się w 2001 roku dzięki wsparciu biskupa kiszyniowskiego Anton Coșa, organizacji kościelnych z Niemiec, Włoch, Polski oraz parafian z Bielc. Kamień węgielny pod budowę świątyni został poświęcony w dniu 31 marca 2001 roku przez wspomnianego wyżej biskupa, z udziałem biskupa Piotra Libery, sekretarza generalnego Konferencji Episkopatu Polski, w asyście duchowieństwa pracującego w Mołdawii. Pierwsza msza święta została odprawiona w nie wykończonej jeszcze budowli, w wigilię Bożego Narodzenia 2006 roku. W dniu 29 września 2010 roku, w dzień odpustu świętych Archaniołów, ten sam biskup, z udziałem duchowieństwa oraz bieleckich parafian i gości z zagranicy uroczyście poświęcił kościół.